# Grêmio Recreativo Barueri (volley-ball féminin)
Grêmio Recreativo Barueri est un club brésilien de volley-ball fondé en 1989 et basé à Barueri qui évolue pour la saison 2017-2018 en Superliga feminina.

## Entraîneurs
- 2016- :  José Roberto Guimarães